# 張永大
张永大（1952年—），男，湖北武汉人，中共党员，中共將领、政治人物，中國人民解放军少将军衔。

## 生平
2003年晋升少将军衔，第四十二集团军副军长。2009年3月至2012年7月任湖南省军区司令员，中共湖南省委員會委員。2012年7月，到齡退役。 